# Santana do Maranhão
Santana do Maranhão est une municipalité brésilienne située dans l'État du Maranhão.